# (4796) Lewis
(4796) Lewis es un asteroide perteneciente al cinturón de asteroides, descubierto el 3 de junio de 1989 por Eleanor F. Helin desde el Observatorio del Monte Palomar, Estados Unidos.

## Designación y nombre
Designado provisionalmente como 1989 LU. Fue nombrado Lewis en honor al matrimonio formado por "Joseph Walter Lewis, Jr." y su esposa "Anne Beech Lewis", buenos amigos del descubridor, con motivo de su quincuagésimo aniversario de boda.

## Características orbitales
Lewis está situado a una distancia media del Sol de 2,354 ua, pudiendo alejarse hasta 2,779 ua y acercarse hasta 1,929 ua. Su excentricidad es 0,180 y la inclinación orbital 2,274 grados. Emplea 1319 días en completar una órbita alrededor del Sol.

## Características físicas
La magnitud absoluta de Lewis es 13,6. Está asignado al tipo espectral V según la clasificación SMASSII.